# Black Lines
Black Lines è il quinto album in studio del gruppo musicale statunitense Mayday Parade, pubblicato il 9 ottobre 2015.

## Tracce
1. One of Them Will Destroy the Other (feat. Dan Lambton) – 3:10
2. Just Out of Reach – 3:43
3. Hollow – 3:12
4. Letting Go – 3:50
5. Let's Be Honest – 3:51
6. Keep in Mind, Transmogrification Is a New Technology – 5:27
7. Narrow – 3:07
8. Underneath the Tide – 2:51
9. All on Me – 4:15
10. Until You're Big Enough – 3:15
11. Look Up and See Infinity, Look Down and See Nothing – 2:51
12. One of Us – 4:27

## Formazione
Mayday Parade
- Derek Sanders – voce, tastiera
- Jake Bundrick – batteria, voce secondaria
- Jeremy Lenzo – basso, voce secondaria
- Alex Garcia – chitarra
- Brooks Betts – chitarra

Altri musicisti
- Dan Lambton – voce in One of Them Will Destroy the Other